# ماکسیمو پرونه
ماکسیمو پرونه (انگلیسی: Máximo Perrone؛ زادهٔ ۷ ژانویهٔ ۲۰۰۳) بازیکن فوتبال اهل آرژانتین است که در حال حاضر از سال ۲۰۲۳ به صورت قرضی از منچستر سیتی برای باشگاه فوتبال کومو در سری آ ایتالیا بازی می‌کند. 
وی همچنین در تیم‌های ملی فوتبال زیر ۱۶ سال و زیر ۲۰ سال آرژانتین بازی کرده‌است.

## دوران ملی
در ماه مارس ۲۰۲۳، لیونل اسکالونی برای اولین بار پرونه را برای دو بازی دوستانه مقابل تیم‌های ملی فوتبال کوراسائو و پاناما به تیم ملی فوتبال آرژانتین فراخواند.